# Gare d’Échirolles
Gare d'Échirolles – przystanek kolejowy w Échirolles, w departamencie Isère, w regionie Owernia-Rodan-Alpy, we Francji.
Otwarty we wrześniu 2004 roku, obsługuje około 1200 osób dojeżdżających do pracy, w tym pracowników Bull i Kelkoo, znajdujących się obok przystanku kolejowego.
Przystanek ma bezpośrednie połączenie z przystankiem tramwajowym Échirolles-Gare na linii A tramwajów w Grenoble.

## Linie kolejowe
- Grenoble – Montmélian